# Boris Blacher
Boris Blacher (19 de janeiro de 1903, Newchwang, China - 30 de janeiro de 1975, Berlim, Alemanha) foi um compositor clássico alemão.
Foi casado com a pianista Gerty Blacher-Hertzog, com quem teve uma filha, a actriz Tatjana Blacher.

## Obras

### Ballet
- Música concertante
- Preußisches Märchen
- Hamlet
- Lisístrata
- Der Mohr von Venedig
- El moro de Venecia y Tristán

### Óperas
- Tarakanova
- Leyenda prusiana
- Rosamunde Floris